# 李秉和
李秉和（1954年—），汉族，内蒙古宁城人，中华人民共和国政治人物、第十一届全国人民代表大会内蒙古地区代表。
毕业于北京大学企业研究中心工商管理专业，是中共党员。担任内蒙古赛飞亚集团董事长。2008年起担任全国人大代表。